# 高山鉄男
高山 鉄男（たかやま てつお、1935年1月18日 - ）は、日本のフランス文学者、慶應義塾大学名誉教授。

## 経歴
東京市四谷区四谷坂町生まれ。杉並区立若杉小学校・慶應義塾普通部・慶應義塾高等学校を経て、1957年慶應義塾大学文学部フランス文学専攻卒業。59年慶應義塾大学大学院文学研究科修士課程修了。62年パリ第4大学で博士号取得。63年慶應義塾大学文学部助手、67年専任講師、72年助教授、79年教授、2000年定年退任、名誉教授、日本橋学館大学人文経営学部教授、06年退職、名誉教授。72年ル・クレジオ『発熱』の翻訳でクローデル賞受賞。
バルザックが専門。妻は元慶應義塾大学商学部教授でフランス文学者の高山晶（あき）。

## 著書
- 『バルザック』清水書院、Century books 人と思想　1999
- 『風の記号学 歌集』角川書店 2013 りとむコレクション

共著
- 『対談世界の文学』インタビュアー 上総英郎　朝日出版社、1972

## 翻訳
- 谷間のゆり　世界文学全集 第5 (バルザック)　講談社、1967.　のち文庫
- ゴリヨ爺さん（のち岩波文庫）赤い宿屋、ことづて、グランド・ブルテーシュ綺譚、ざくろ屋敷　世界文学全集 第11　集英社　1969
- 金色の眼の娘 捨てられた女　世界文学全集 カラー版 第42巻 (バルザック)河出書房新社,1970
- 発熱　ル・クレジオ 新潮社、1970
- 悪魔祓い　J.M.G.ル・クレジオ 新潮社、1975.　のち岩波文庫
- ウージェニー・グランデ　世界文学全集 26 (バルザック)　講談社、1975
- カファルド 小説　ボナ・ド・マンディアルグ コーベブックス,1976
- サラジーヌ・砂漠の情熱・海辺の悲劇　世界文学全集 21 (バルザック)　集英社、1978.12
- ふくろう党　世界文学全集 14 (バルザック)学習研究社、1979.2
- 向う側への旅　J.M.G.ル・クレジオ 新潮社、1979.2
- めいわく犬　モーリス・ドニュジエール 高山晶共訳.講談社、1982.6
- ありし日の一青年　モーリヤック著作集 6　春秋社、1983.8
- モーパッサン短篇選　2002.8.岩波文庫
- 脂肪のかたまり　モーパッサン 2004.3.岩波文庫

## 参考
- 高山鉄男 研究者情報科学技術振興機構